# Idiocera malagasica
Idiocera malagasica är en tvåvingeart som först beskrevs av Alexander 1953.  Idiocera malagasica ingår i släktet Idiocera och familjen småharkrankar.
Artens utbredningsområde är Madagaskar. Inga underarter finns listade i Catalogue of Life.